# Mads Stokkelien
Mads Stokkelien (Kristiansand, 15 maart 1990) is een voormalig Noors voetballer. Zijn laatste club was IK Start. Stokkelien was een aanvaller.

## Carrière
Stokkelien maakte in 2008 z'n debuut voor IK Start in de Adeccoligaen. In april 2009 speelde hij voor het eerst in de Tippeligaen. Hij maakte z'n debuut tegen Aalesunds FK. Drie jaar later ruilde hij Start in voor Stabæk, waarop hij in 2014 een transfer naar New York Cosmos versierde. In 2015 speelde hij nog één seizoen bij IK Start.

## Statistieken
| seizoen | club            | land             | competitie   | wed. | goals |
| ------- | --------------- | ---------------- | ------------ | ---- | ----- |
| 2008    | IK Start        | Noorwegen        | Adeccoligaen | 2    | 0     |
| 2009    | IK Start        | Noorwegen        | Tippeligaen  | 23   | 10    |
| 2010    | IK Start        | Noorwegen        | Tippeligaen  | 28   | 5     |
| 2011    | IK Start        | Noorwegen        | Tippeligaen  | 15   | 0     |
| 2012    | Stabæk Fotball  | Noorwegen        | Tippeligaen  | 18   | 1     |
| 2013    | Stabæk Fotball  | Noorwegen        | Adeccoligaen | 30   | 17    |
| 2014    | New York Cosmos | Verenigde Staten | NASL         | 28   | 8     |
| 2015    | New York Cosmos | Verenigde Staten | NASL         | 10   | 0     |
| 2015    | IK Start        | Noorwegen        | Tippeligaen  | 12   | 2     |
|         |                 |                  | Totaal       | 165  | 43    |